# 谷公士
谷 公士（たに まさひと、1940年（昭和15年）8月7日 - ）は、日本の郵政官僚。石川県出身。郵政事務次官、人事院総裁等を歴任。

## 略歴
- 金沢大学附属高等学校卒業
- 東京大学法学部第2類（公法コース）卒業
- 1963年（昭和38年）9月23日: 国家公務員採用上級（甲種）試験（区分・法律）合格
- 1964年（昭和39年）:郵政省入省[1]
- 1968年：武生郵便局郵便課長
- 1969年：魚津郵便局長
- 1970年：東海郵政局郵務部服務課長
- 1972年：人事局管理課課長補佐
- 1972年：人事局人事課課長補佐
- 1975年：大臣官房文書課課長補佐
- 1975年：大臣官房秘書課課長補佐(大臣秘書官事務取扱)
- 1978年（昭和53年）7月11日: 大臣官房文書課調査官
- 1979年（昭和54年）7月14日: 関東郵政局人事部長
- 1980年（昭和55年）7月1日: 内閣法制局第二部参事官
- 1985年（昭和60年）7月1日: 電気通信局電気通信事業部監理課長
- 1987年（昭和62年）6月19日: 電気通信局総務課長
- 1988年（昭和63年）6月10日: 大臣官房文書課長
- 1989年（平成元年）6月30日: 大臣官房審議官
- 1991年（平成3年）6月4日: 大臣官房人事部長
- 1992年（平成4年）6月23日: 大臣官房総務審議官
- 1994年（平成6年）7月1日: 貯金局長
- 1995年（平成7年）6月21日: 官房長
- 1996年（平成8年）7月1日: 電気通信局長
- 1998年（平成10年）6月19日: 郵政事務次官
- 2001年（平成13年）1月5日: 依願退官
- 2001年（平成13年）: 財団法人マルチメディア振興センター理事長
- 2001年（平成13年）: 財団法人郵便貯金振興会理事長
- 2001年（平成13年）: 財団法人日本データ通信協会理事長
- 2003年（平成15年）: JSAT株式会社取締役会長
- 2004年（平成16年）4月5日: 人事官
- 2006年（平成18年）4月12日: 人事官・人事院総裁
- 2008年（平成20年）4月4日: 任期満了
- 2008年（平成20年）4月8日: 人事官・人事院総裁（再任）
- 2009年（平成21年）9月11日：辞職

## 公務員制度改革を巡って
2009年、公務員制度改革を巡って麻生内閣に人事院総裁として対立した。2009年2月3日、麻生太郎が本部長を務める国家公務員制度改革推進本部は、「公務員制度改革に係る「工程表」について」を決定した。「工程表」は内閣官房に「内閣人事・行政管理局」を設置し、級別定数の設定、任用基準の策定、採用試験の実施、研修および人事院勧告などの人事院の所掌・権限を移管することを定めていた。人事院はこれらは国家公務員制度改革基本法に定められた制度改革の基本方針の枠外であるとし、特に級別定数の移管については、国家公務員の労働基本権制約に対する人事院の代償機能を損なうものであると問題視した。谷は政府案の修正を求めて甘利明行政改革担当大臣と協議したが1月26日の会談で決裂。翌27日には石原伸晃自民党公務員制度改革委員長や河村建夫官房長官とも会談したが、事態の進捗にはいたらず、2月3日、改革推進本部は「工程表」を決定した。決定の日、谷は記者会見で「政府案は公務員制度改革基本法の範囲を超えている。（公務員は全体の奉仕者とする）日本国憲法第15条に由来する重要な機能が果たせなくなり、労働基本権制約の代償機能も損なわれると強く懸念する」と述べ、人事院の意見が取り入れられなかったことに遺憾の意を表明した。
2月3日までの一連の政府との交渉のなかで、谷は甘利担当大臣との直接折衝の度に担当記者に入念な説明を行い、総裁自らまた計5回の記者ブリーフを行ったほか、論説委員へも説明会を続けた。この動きをさして産経新聞の田中靖人は、谷はメディア対策が秀でているとしている。
なお、推進本部決定を目前にした1月30日、第3回国家公務員制度改革推進本部が開催が開催される予定であったが、延期された。同日の閣議後の記者会見で甘利担当大臣はこの理由について、谷が欠席したためと説明したこの一件により、自民党選対副委員長の菅義偉が谷の総裁辞任を求めるなど、与党内で谷を批判する声が強まった。フジテレビが2月5日に行った世論調査にでは、「麻生総理が本部長として主催する公務員制度改革の会議に欠席した谷公士人事院総裁は辞任すべきだと思いますか」との質問に対し、「辞任すべき」が44%、「その必要はない」が41.0%、「その他・わからない」が14.6%という結果になった。
与党からの辞任を求める声に関して、谷は当面は辞めるつもりはないと記者団に述べた。会議の欠席については、人事院総裁は推進本部の正式メンバーではなく、あくまでオブザーバーであり、代わりに文書を提出するつもりだったと釈明した。。
「工程表」にもとづく「国家公務員法等の一部を改正する法律案」は3月31日に閣議決定され、衆議院先議で第171回国会に提出された、しかし、7月21日に衆議院が解散され、審査未了となった。第45回衆議院議員総選挙を経て、2009年9月に民主党に政権が交代したのを機に谷は人事院総裁を辞任した。